# Bohnberg
Bohnberg ist eine Einöde der oberfränkischen Stadt Lichtenfels im Landkreis Lichtenfels.

## Geografie
Die Einöde liegt etwa acht Kilometer östlich von Lichtenfels in einer Talmulde. Westlich vom Ort führt die Landesstraße LIF 4 vorbei, östlich die 380-kV-Leitung Redwitz–Würgau, eine Höchstspannungs-Drehstromfreileitung  mit vier Kreisen.

## Geschichte
Vermutlich geht der Ortsnamen auf den Personennamen „Babo“ zurück.
Die Erstnennung erfolgte 1308 als Konrad von Schlüsselberg dem Kloster Langheim Reutäcker auf einem Berg „genannt Babenberg“ übereignete. 1347 wurden Einkünfte des Klosters „vom Bomberg“ erwähnt und 1434 der Zehnt vom Feld, das „das Bamberg“ genannt wurde. Um 1530 wurde „Bonbergk“ ein unbebauter Hof des Klosters Langheim genannt. Der Beleg liefert einen Hinweis auf eine temporäre Wüstung. 1797 wurde „Bonnberg“ als ein dem Kloster Langheim mit Vogtei- und Lehenherrschaft zugehöriger Gülthof beschrieben.
1862 war die Eingliederung von Bohnberg, das seit 1818 zur Landgemeinde Roth gehörte, in das neu geschaffene bayerische Bezirksamt Lichtenfels.
1871 hatte Bohnberg zehn Einwohner und vier Gebäude. Die zuständige katholische Kirche und Schule befand sich im drei Kilometer entfernten Isling. 1900 zählte die Einöde ein Wohngebäude und fünf Einwohner. 1925 lebten sechs Personen in dem Wohngebäude. Die zuständige evangelische Pfarrei und Schule befanden sich im 8,5 Kilometer entfernten Lichtenfels. 1950 waren es zehn Einwohner und ein Wohngebäude.
Im Jahr 1970 hatte Bohnberg sechs und 1987 acht Einwohner.
Am 1. Januar 1978 wurde Roth mit der Einöde Bohnberg in die Stadt Lichtenfels eingegliedert.